# Família Corônis
A família Corônis é uma família de asteroides localizados no cinturão principal entre às órbitas dos planetas Marte e Júpiter. Localizada na região externa do cinturão de asteroides. Acredita-se que os asteroides dessa família se formaram há pelo menos dois bilhões de anos atrás em uma catastrófica colisão entre dois corpos maiores. O objeto maior conhecido (208 Lacrimosa) tem de cerca de 41 km de diâmetro. A família Corônis viaja em um grupo ao longo da mesma órbita. Tem 5 949 membros. Mais de 300 já foram encontrados, mas apenas cerca de 20 têm diâmetros maiores de 20 km.
Em 28 de agosto de 1993, a Sonda espacial Galileo visitou um membro desta família, o 243 Ida.

## Alguns dos maiores asteroides da família Koronis
| Nome | Nome       | Median diâmetro | Semieixo maior | Inclinação orbital | Excentricidade orbital | Descoberta |
| ---- | ---------- | --------------- | -------------- | ------------------ | ---------------------- | ---------- |
| 158  | Corônis    | 35,4 km         | 2,867 UA       | 1,00°              | 0,057                  | 1876       |
| 167  | Urda       | 39,9 km         | 2,855 UA       | 2,21°              | 0,035                  | 1876       |
| 208  | Lacrimosa  | 41,0 km         | 2,895 UA       | 1,751°             | 0,015                  | 1879       |
| 243  | Ida        | 31,3 km         | 2,861 UA       | 1,138°             | 0,046                  | 1884       |
| 263  | Dresda     | 23,0 km         | 2,886 UA       | 1,314°             | 0,079                  | 1886       |
| 277  | Elvira     | 27,0 km         | 2,887 UA       | 1,156°             | 0,089                  | 1888       |
| 311  | Claudia    | 24,0 km         | 2,897 UA       | 3,225°             | 0,008                  | 1891       |
| 321  | Florentina | 27,0 km         | 2,886 UA       | 2,594°             | 0,043                  | 1891       |
| 534  | Nassovia   | 32,3 km         | 2,884 UA       | 3,277°             | 0,057                  | 1904       |
| 720  | Bohlinia   | 33,7 km         | 2,888 UA       | 2,359°             | 0,014                  | 1911       |
| 1223 | Neckar     | 22,8 km         | 2,869 UA       | 2,550º             | 0,061                  | 1931       |
| 9908 | Aue        | ?               | 2,900 UA       | 2,68°              | 0,036                  | 1971       |